# Les Lettres (film, 1910)
Pour les articles homonymes, voir Les Lettres.
Pour plus de détails, voir Fiche technique et Distribution.
Les Lettres est un film muet français réalisé par Léonce Perret, sorti en 1910.

## Fiche technique
- Titre : Les Lettres
- Réalisation : Léonce Perret
- Scénario :
- Photographie :
- Société de production : Société des Etablissements L. Gaumont
- Pays d'origine :  France
- Format : Noir et blanc — 35 mm — 1,33:1 — Muet
- Genre :
- Métrage : 210 mètres
- Durée : 7 minutes
- Dates de sortie : France : 1er décembre 1910